# Forgóízület
Az articulatio trochoidea, vagy más néven forgóizület. Az ízület tengelye a csont hossztengelyével megközelítőleg egybeesik. Az ízfelszínek henger vagy kúp alakúak és a mozgásuk a tengelycsapágy mozgásához hasonlít. 
Oldalszalagjaik nincsenek, az ízületet gyakran hurokszerűen fogják közre a szalagkészülékek (pl. könyökizületben). Legtisztább típusa az articulatio atlantoaxialis, gyakori a ginglymussal (csuklóízülettel) összhangban működése.